# Gerő Ferenc
Gerő Ferenc (Budapest, 1890. december 20. – Budapest, Terézváros, 1959. szeptember 10.) magyar nemzetközi labdarúgó-játékvezető, pénztáros.

## Családja
Gerő Manó és Roder Etel fiaként született. 1946-ban, Budapesten, a Józsefvárosban feleségül vette Szécsén Magdolnát.

## Pályafutása

### Nemzeti játékvezetés
A budapesti alosztálynál lett a legfelső szintű labdarúgó-bajnokság III. fokú játékvezetője. A Bírói Tanács első hivatalos bíróküldése 1917. augusztus 13-ára történt: a 33 FC–Törekvés SE: Fehéry Ákos-, Vasas–UTE: Sebők Ármin-, III. Kerületi TVE–BTC: Gerő Ferenc-, BAK–FTC: Klug Frigyes-, stb. Ez a bíróküldés az első világháború (1914-1918) idejére esik. 1926-ban az MLSZ megalakította a professzionista labdarúgó szövetséget, 25 fő társával egyetemben részese volt a kijelölt játékvezetői gárdának. Magyarországon soha nem volt profi játékvezető, csak professzionista mérkőzést vezető bíró. A Bírói Tanács (BT) Bíróküldő Bizottsága (BB) valójában nem végzett szakmai munkát, hiszen a csapatok fordulóról-fordulóra név szerint kérték a játékvezetőket. A BT csak akkor lépett közbe, ha egy játékvezetőt, azonos időben több mérkőzésre kérték.
1950. márciusban a Futballbírák Testületének (FT) főtitkára Tabák Endre a játékvezetők részére egységes felszerelést alakított ki. A felső ruházat fekete ing, FT emblémával, fehér gallérral, az újak és a nyak fehér szegéllyel. Fekete sportnadrág, fekete sportszár fehér szegéllyel. Ugyanakkor FIFA JB szettet kaptak nemzetközi játékvezetőink: Kamarás Árpád, Dorogi Andor, Gerő Ferenc, Klug Frigyes, Hertzka Pál, Iváncsics Mihály és a 40 éves jubileumát ünneplő Bíró Sándor.

### Nemzetközi játékvezetés
A Magyar Labdarúgó-szövetség Játékvezető Bizottsága (JB) 1922-ben terjesztette fel nemzetközi játékvezetőnek, a Nemzetközi Labdarúgó-szövetség (FIFA) bíróinak keretébe. Több nemzetek közötti válogatott és klubmérkőzést vezetett vagy működő társának segített partbíróként. Az aktív nemzetközi játékvezetéstől 1937-ben búcsúzott. Válogatott mérkőzéseinek száma: 7.

#### Olimpia
Az 1924. évi nyári olimpiai játékok labdarúgó tornáján a FIFA JB partbíróként foglalkoztatta. Az első hivatalosnak tekinthető - több földrész válogatott csapata képviseltette magát -  labdarúgó-világbajnokságon partbíróként  négy esetben tevékenykedett. Korabeli versenykiírás szerint döntetlen mérkőzés esetén megismételték a találkozót. A Svájc–Csehszlovákia újra játszott mérkőzésre a FIFA JB Ivancsics Mihály bíró társaságában őket javasolta mérkőzésvezetőnek, de a csehszlovák csapat vezetői tiltakozást nyújtottak be - akkor ez még megengedett eljárás volt a csapatok részéről - a küldés ellen. A bronzmérkőzésen és a megismételt találkozón első számú partbírónak jelölték. A játékvezetők foglalkoztatásánál az első számú partbíró folytatja a találkozót a bíró sérülése esetén. Partbírói tevékenységének száma olimpián: 4.
| Időpont         | Helyszín                  | Mérkőzés típusa           | Mérkőzés             | Játékvezető        | Eredmény | Nézők száma |
| --------------- | ------------------------- | ------------------------- | -------------------- | ------------------ | -------- | ----------- |
| 1924. június 2. | Központi Stadion, Párizs  | egyik negyeddöntő         | Hollandia–Írország   | Heinrich Retschury | 2 : 1    | 1 506       |
| 1924. június 5. | Olimpiai Stadion, Párizs  | egyik elődöntő            | Svédország–Svájc     | Iváncsics Mihály   | 1 : 2    | 7 448       |
| 1924. június 8. | Colombesi Stadion, Párizs | bronzmérkőzés             | Hollandia–Svédország | Heinrich Retschury | 1 : 1    | 9 915       |
| 1924. június 9. | Olimpiai Stadion, Párizs  | megismételt bronzmérkőzés | Hollandia–Svédország | Mohammed Youssof   | 0 : 3    | 40 522      |

## Sikerei, díjai
- Magyar Köztársasági Érdemrend ezüst fokozata (1947)[3]

A játékvezetői szolgálat egyik elismerése, hogy a foglalkoztatást biztosító Játékvezető Bizottság (Országos Tanács) Bronz -, Ezüst -, Arany jelvényt illetve hasonló fokozatú oklevelet ítél az arra érdemes játékvezető részére. Az elismerés nem jár automatikusan, független az elért szolgálati időtől.
Az Országos Tanácsülés szavazata alapján Ezüst jelvényt - 15 év után - és Ezüst oklevelet adományozott. Az Országos Tanácsülés szavazata alapján - 25 év után - Arany jelvény elismeréssel ékesítette pályafutásának évtizedeit.

## Külső hivatkozások
- Gerő Ferenc. World Referee. (Hozzáférés: 2023. április 13.)
- Gerő Ferenc. footballdatabase.eu. (Hozzáférés: 2012. szeptember 3.)
- Gerő Ferenc. eu-football.info. (Hozzáférés: 2012. szeptember 3.)